# Handball-Bundesliga (Frauen) 1976/77
Die Saison 1976/77 der Frauen-Handball-Bundesliga ist die zweite in ihrer Geschichte. 17 Mannschaften spielten in zwei Staffeln um die deutsche Meisterschaft. Meister wurde der TSV Guts Muths Berlin. Den DHB-Pokal gewann TuS Eintracht Minden.

## Staffel Nord

### Abschlusstabelle
|   | Verein                     | Sp | Tore    | Diff. | Punkte |
| - | -------------------------- | -- | ------- | ----- | ------ |
| 1 | Bayer Leverkusen           | 16 | 234:164 | +270  | 29:30  |
| 2 | TuS Eintracht Minden (M)   | 16 | 221:157 | +64   | 27:50  |
| 3 | Holstein Kiel              | 16 | 179:175 | +4    | 21:11  |
| 4 | SV Rot-Weiß Kiebitzreihe   | 16 | 205:190 | +15   | 19:13  |
| 5 | UTG Witten                 | 16 | 183:187 | −4    | 17:15  |
| 6 | OSC Berlin                 | 16 | 163:206 | −43   | 12:20  |
| 7 | Pulheimer SC (N)           | 16 | 154:199 | −45   | 12:20  |
| 8 | SC Union 03 Hamburg (N)    | 16 | 165:215 | −50   | 04:28  |
| 9 | Reinickendorfer Füchse (N) | 16 | 167:221 | −54   | 03:29  |

Absteiger in die Regionalligen: SC Greven 09 und Werder Bremen.

Aufsteiger aus den Regionalligen: SV Rot-Weiß Kiebitzreihe (Rückzug) und Reinickendorfer Füchse.

## Staffel Süd

### Abschlusstabelle
|   | Verein                   | Sp | Tore    | Diff. | Punkte |
| - | ------------------------ | -- | ------- | ----- | ------ |
| 1 | TSV GutsMuths Berlin (P) | 14 | 243:130 | +113  | 28:00  |
| 2 | TSV Rot-Weiß Auerbach    | 14 | 176:133 | +43   | 21:70  |
| 3 | PSV Grünweiß Frankfurt   | 14 | 169:124 | +45   | 19:90  |
| 4 | VfR Mannheim             | 14 | 157:166 | −9    | 12:16  |
| 5 | FC Bayern München        | 14 | 138:137 | +1    | 11:17  |
| 6 | Südwest Ludwigshafen     | 14 | 144:183 | −39   | 08:20  |
| 7 | DJK Würzburg (N)         | 14 | 145:225 | −80   | 07:21  |
| 8 | SV St. Ingbert (N)       | 14 | 134:179 | −45   | 06:22  |

Absteiger in die Regionalligen: SV St. Ingbert.

Aufsteiger aus den Regionalligen: SG 09 Kirchhof und TSG Weinheim.

Änderung: Die Staffel wird auf 9 Vereine aufgestockt.

## Endrunde um die deutsche Meisterschaft

### Halbfinale
TuS Eintracht Minden – TSV GutsMuths Berlin 13:14, 11:12

TSV Rot-Weiß Auerbach – Bayer Leverkusen 13:11, 18:17 n. S. (11:13)

### Finale
TSV GutsMuths Berlin – TSV Rot-Weiß Auerbach 12:7

## Entscheidungen
|     | Deutscher Meister                     |
|     | Absteiger in die Regionalliga         |
| (M) | Meister der letzten Saison            |
| (P) | Pokalsieger der letzten Saison        |
| (N) | Neuling/Aufsteiger der letzten Saison |